# Buellas
Buellas ist eine französische Gemeinde mit 1.884 Einwohnern (Stand: 1. Januar 2022) im Département Ain in der Region Auvergne-Rhône-Alpes. Sie gehört zum Arrondissement Bourg-en-Bresse und zum Kanton Attignat. Die Einwohner werden Buellasiens genannt.

## Geografie
Die Gemeinde Buellas liegt in der Landschaft Dombes, etwa sieben Kilometer westlich von Bourg-en-Bresse. Entlang der östlichen Gemeindegrenze fließt die Veyle, an der westlichen teilweise sue Irance. Umgeben wird Buellas von den Nachbargemeinden Polliat im Norden, Saint-Denis-lès-Bourg im Osten und Südosten, Saint-Rémy im Südosten und Süden, Montracol im Süden und Südwesten sowie Montcet im Westen.

## Bevölkerungsentwicklung
| Jahr                       | 1962 | 1968 | 1975 | 1982 | 1990 | 1999 | 2006 | 2012 | 2020 |
| Einwohner                  | 669  | 687  | 792  | 1006 | 1162 | 1288 | 1650 | 1734 | 1825 |
| Quellen: Cassini und INSEE |      |      |      |      |      |      |      |      |      |

## Sehenswürdigkeiten
- Kirche Saint-Martin, seit 1926 Monument historique
- Schloss und Botanischer Garten La Teysonnière aus dem 19. Jahrhundert
- Poype des Fées, rekonstruierte Motte im Westen der Gemeinde

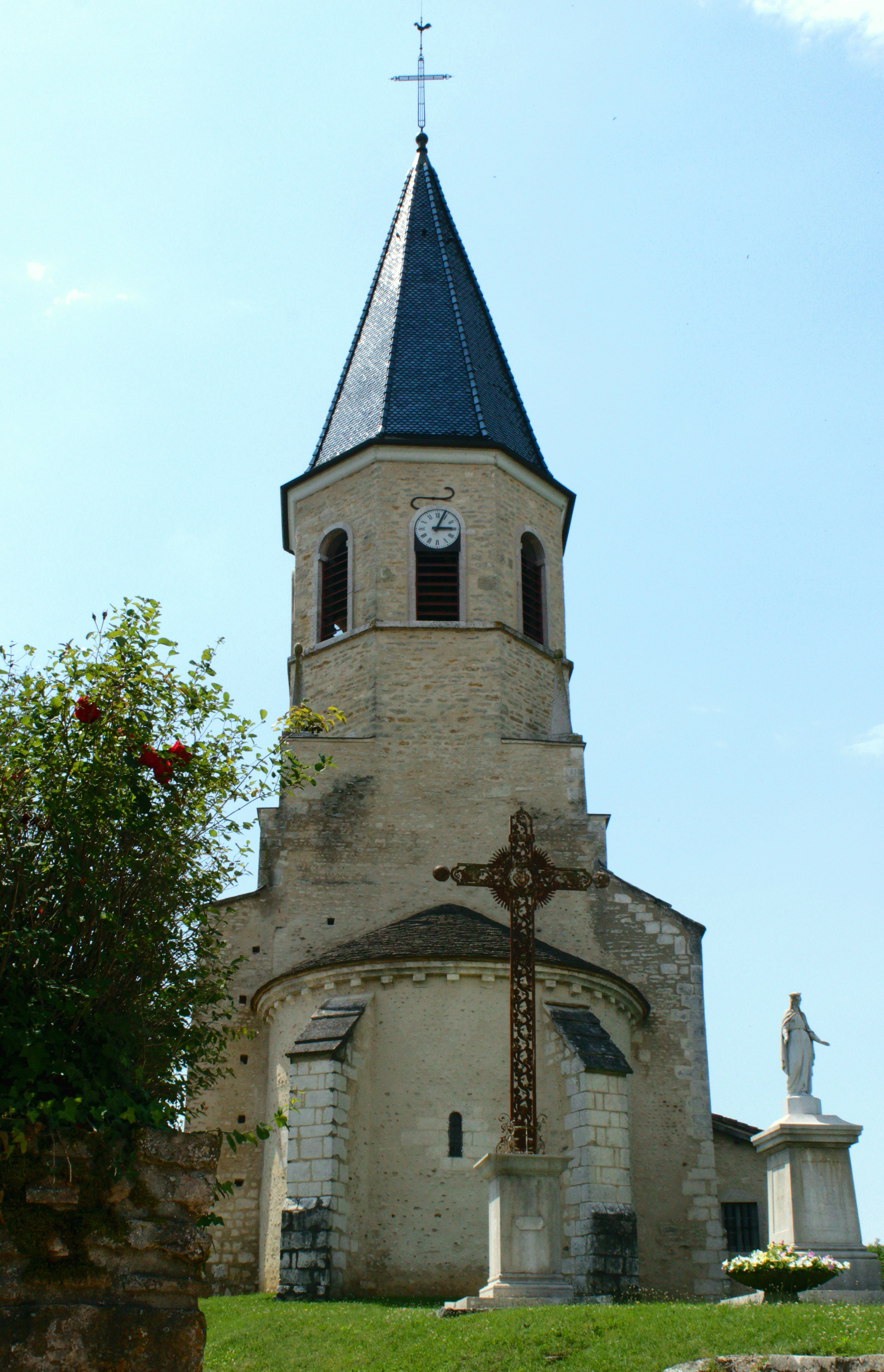
Kirche Saint-Martin
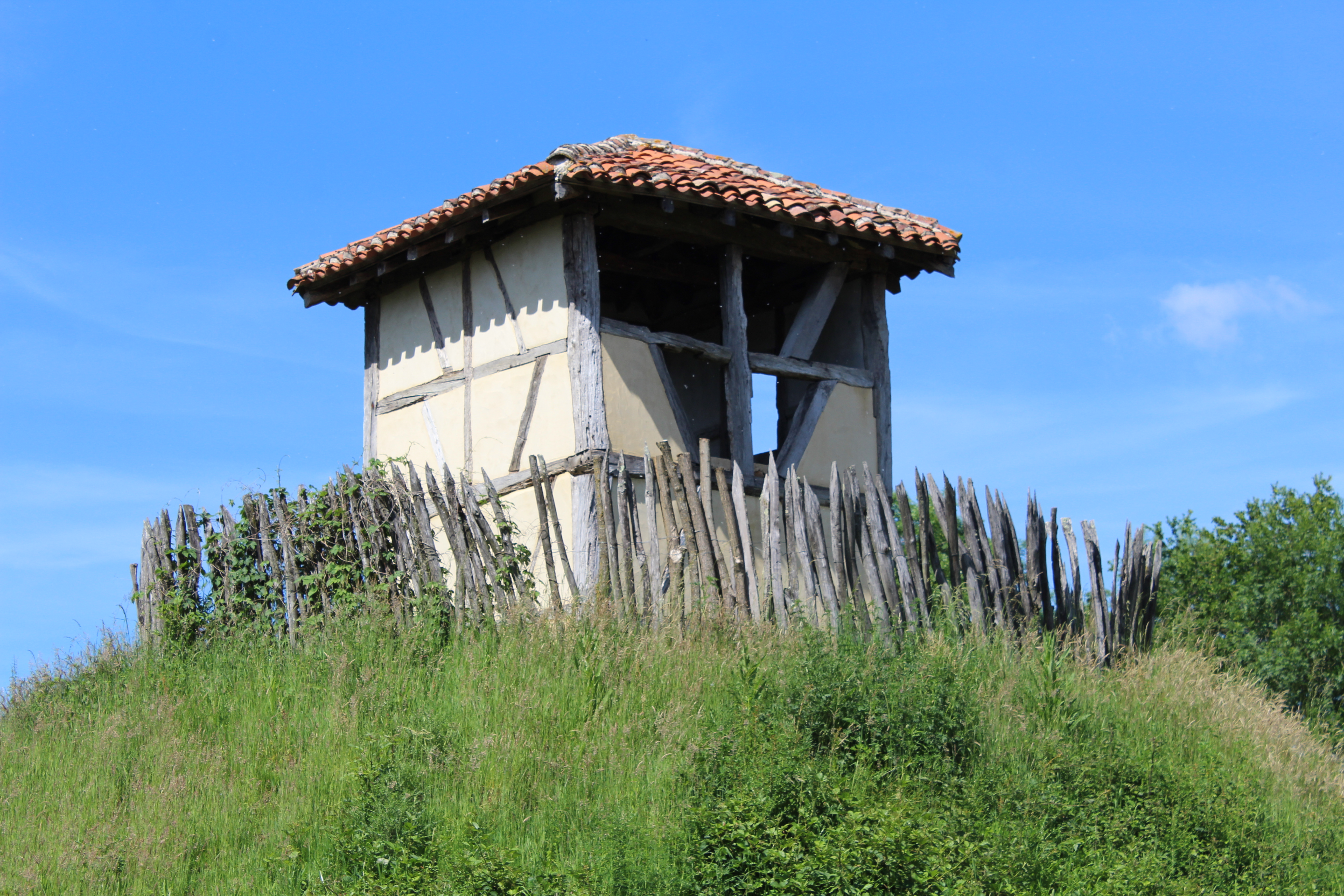
Poype des Fées
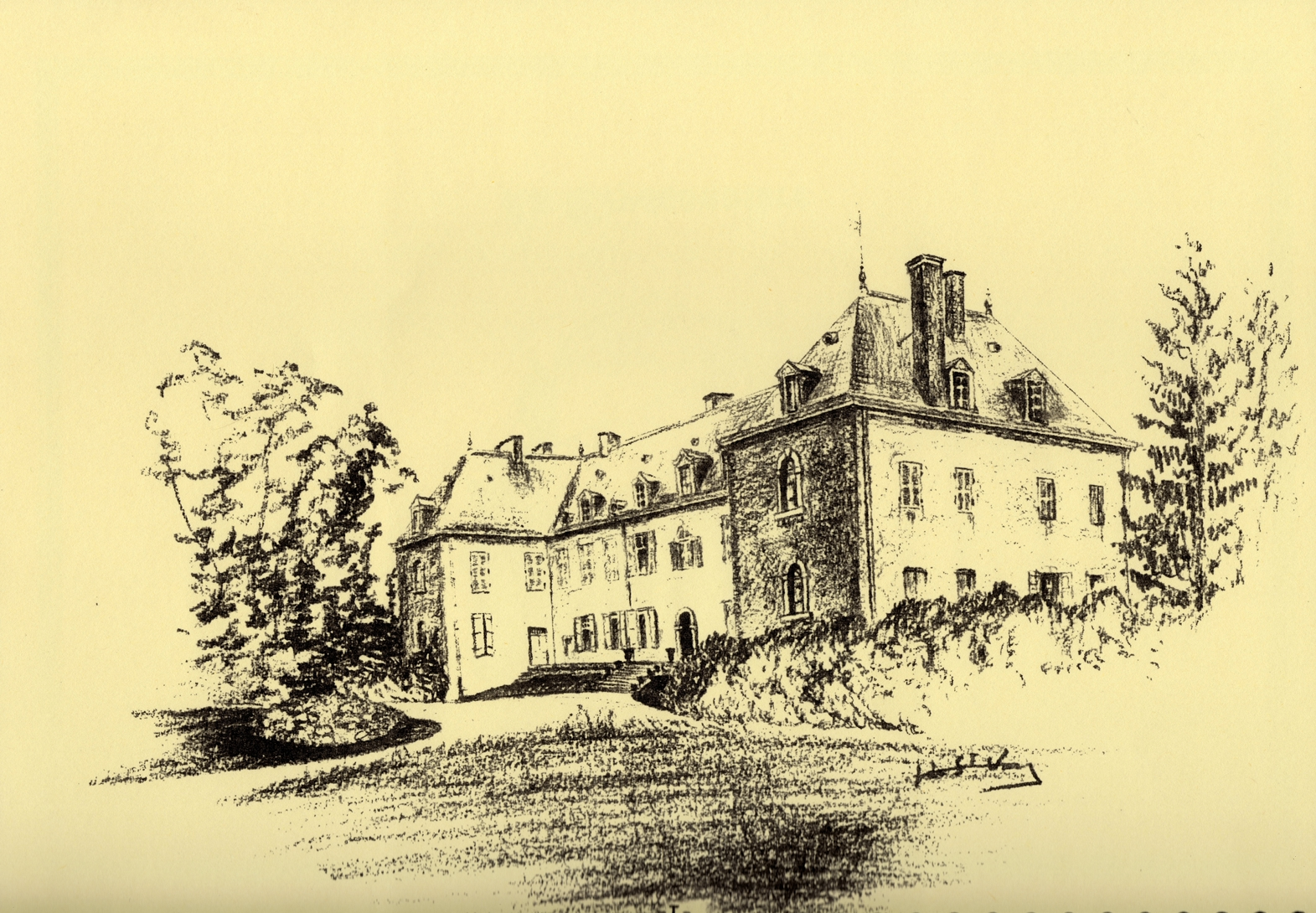
Zeichnung des Schlosses La Teysonnière
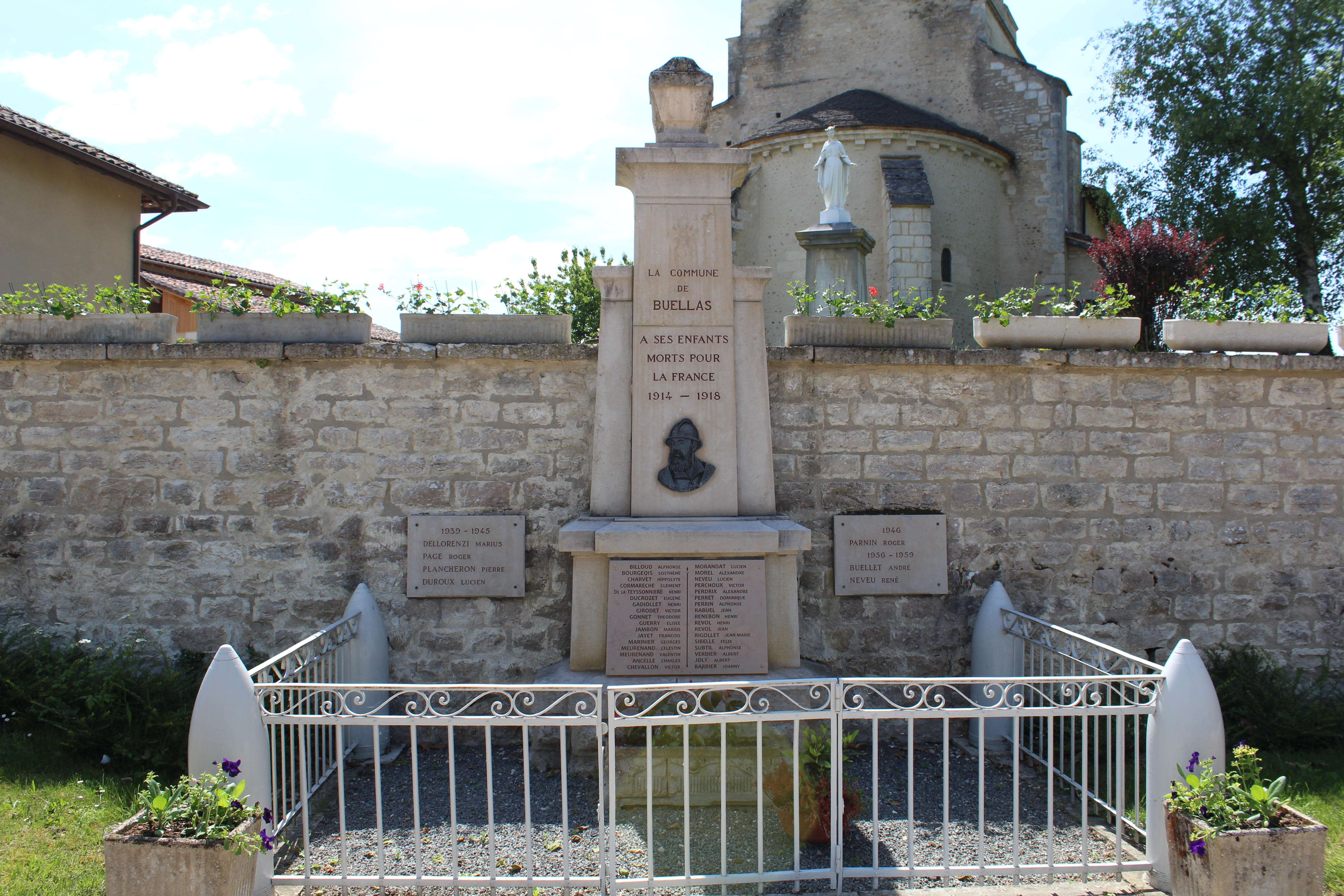
Gefallenendenkmal

## Gemeindepartnerschaft
Mit der rumänischen Gemeinde Catalina im Kreis Covasna (Transsilvanien) besteht seit 1990 eine Partnerschaft.

## Persönlichkeiten
- Yvon Morandat (1913–1972), Résistancekämpfer und Politiker